# قاضي خان (سقز)
قرية قاضي خان (بالكردية: قازی خان) هي إحدى القرى التابعة لـإمام في ريف قسم زيويه من مقاطعة سقز، في محافظة كردستان الإيرانية.

## السكان
حسب إحصاءات سنة 2006، بلغ إجمالي السكان في قاضي خان 43 نسمة وعدد المساكن 8 مسكن. لغة سكان قاضي خان هي اللغة الكردية و هم من أهل السنة والجماعة والمذهب الشافعي.